# Harlequin
Harlequin är ett förlag som framför allt ger ut kärleksromaner i pocket. Harlequin Enterprises Ltd grundades i Kanada år 1949. Förlaget ägdes tidigare av Torstar Enterprises, en mediekoncern med huvudsäte i Toronto, Kanada, men ägs numera av den amerikanska förlagskoncernen Harper Collins.
Harlequins böcker säljs i 110 länder på 34 olika språk. År 2009 såldes globalt över 125 miljoner böcker, dvs drygt 4 böcker/sekund. Förlaget har knappt 70 miljoner läsare världen över. Cirka 1300 författare publiceras av Harlequin, och totalt ger förlaget ut drygt 110 titlar varje månad. Harlequin är mest känt för sin utgivning av kärleksromaner i pocket. Detta ingår i deras sortiment som Romantik. Dock ges också ut titlar i genrerna spänning, läkarromaner, paranormal, historiska romaner, bestsellers, kokböcker, horoskop, samt romaner av Nora Roberts, med mera.
Harlequin köpte under 1970-talet det brittiska förlaget Mills and Boon, som de sedan tidigare haft samarbete med.

## De första åren
Harlequin grundades i maj 1949, i Winnipeg, Manitoba, i Kanada som ett förlag för återutgivning av äldre litteratur i pocket.  Rörelsen var ett samarbete mellan Advocate Printers och Doug Weld på Bryant Press, Richard Bonnycastle, samt Jack Palmer, chef för den kanadensiske distributören för Saturday Evening Post och Ladies' Home Journal. Palmer såg över marknadsföringen för det nya företaget och Richard Bonnycastle tog hand om produktionen.
Den första utgivna boken var romanen The Manatee, skriven av Nancy Bruff.  Under de första åren uppvisade företaget en stor och bred utgivning av böcker, som alla såldes för 25 cents.  Bland de nyutgivna böckerna fanns verk av Agatha Christie, Sir Arthur Conan Doyle, James Hadley Chase, och Somerset Maugham.  Den största succén var 1951 års Beyond the Blue Mountain författad av Jean Plaidy. Av de tryckta 30 000 sålda exemplaren, kom bara 48 i retur. Fast det nya företaget sålde bra, var vinstmarginalerna begränsade och man fick kämpa för att hålla sig solventa.
Efter Jack Palmers död i mitten av 1950-talet, förvärvade Richard Bonnycastle hans 25 procent aktier i Harlequin. Med företaget fortfarande i kamp för att överleva, lämnade Doug Weld företaget och Richard Bonnycastle, som nu hade full kontroll överförde Welds aktier till Ruth Palmour, en nyckelperson på företaget.
1953 började Harlequin att ge ut läkarromaner. När chefredaktören följande år avled, tog Bonnycastles fru över hans arbetsuppgifter.  Mary Bonnycastle tyckte om att läsa kärleksromaner av den brittiske utgivaren Mills and Boon, och, på hennes enträgna begäran, förvärvade Harlequin 1957 den nordamerikanska distributionsrätten för genren kärleksromaner som hade getts ut av Mills and Boon i Samväldet.  Den första romanen från Mills and Boon som gavs ut i pocket av Harlequin var Anne Vintons The Hospital in Buwambo (Mills and Boon No 407).

## Samarbetet med Mills and Boon
Kontraktet med Mills and Boon baserades endast på ett handslag, som befästes varje år då Bonnycastle besökte London.  Han åt lunch på Ritz Hotel med Alan Boon, son till grundaren av Mills and Boon, och de två kunde informellt komma överens om att arbeta tillsammans under ytterligare ett år.
Mary Bonnycastle och hennes dotter Burgess hade redaktionell kontroll över de av Mills and Boons romaner som gavs ut av Harlequin. De hade en "anständighetskod" och avvisade material Mills and Boon tillhandahöll för utgivning, men som var av mer explicit sexuell art. Då han insåg att den genren var populär, beslöt Richard Bonnycastle slutligen sig för att läsa en kärleksroman.  Han valde en av de mer uttrycksfulla och tyckte om den. På hans begäran gjorde företaget en marknadsundersökning med den roman han hade läst och upptäckte att den överträffade i försäljning en liknande, mera beskedlig roman. I allmänhet gick intimiteten i romanerna aldrig längre än till en enkel kyss mellan huvudpersonerna.
Kärleksromanerna visade sig vara mycket populära, och 1964 hade förlaget exklusiv publiceringsrätt för Mills and Boons romaner. Fast Harlequin hade rättigheterna att distribuera Mills and Boons böcker över hela Nordamerika, gick 1967 mer än 78% av försäljningen till Kanada, där den försålda andelen av de tryckta böckerna uppgick till ungefär 85%. Richard Bonnycastle avled 1968 och hans son, Richard Bonnycastle, Jr., tog över företaget. Han genomförde omedelbart 1969 en företagsflytt till Toronto, Ontario där han byggde upp företaget till en viktig del av förlagsindustrin. 1970 avtalade Bonnycastle, Jr. med Pocket Books och Simon and Schuster att distribuera Mills and Boons romaner i  USA.
Den 1 oktober 1971, köpte Harlequin upp Mills and Boon.  John Boon, en annan grundares son, stannade kvar i företaget och övervakade försäljningen på den brittiska marknaden. Nordamerikanska boklådor var avvisande till att sälja pocketböcker en masse, så Harlequin valde att sälja sina böcker "där kvinnor är", och distribuerade dem via stormarknader och andra för detaljhandelsställen.  Företaget riktar in sig på att sälja en serie böcker, snarare än individuella titlar. Hellre än traditionell annonsering fokuserar företaget på presenter.  Ett provurval av böcker inom en serie ges då bort, ibland i kombination med andra produkter, i förhoppningen av läsarna ska fortsätta att köpa böcker i den serien.  Harlequin började sedan med en kundtjänst, och sålde direkt till läsare som lovade att köpa ett visst antal böcker varje månad.
Vid tiden då Harlequin köpte upp Mills and Boon, hade företaget bara en serie kärleksromaner.  Sex romaner gavs ut varje månad i den serien, och var kända som Harlequin Romance.  På begäran från John Boon, introducerade Harlequin 1973 en andra serie, Harlequin Presents.  Serien var delvis utformad för att lyfta fram tre populära och produktiva författare, Violet Winspear, Anne Hampson, och Anne Mather, och dessa romaner var något mer sensuella än de i serien Harlequin Romance.  Fastän Mary Bonnycastle ogillade det mer sensuella draget i dessa romaner, hade de sålt bra i Storbritannien, och företaget valde att även distribuera böckerna i Nordamerika.  Inom två år sålde Harlequin Present bättre än Harlequin Romance.
Under senare delen av 1975, förvärvade Toronto Star Ltd. 52,5 procent av aktierna i Harlequin och förvärvade 1981 de återstående aktierna..

## Förlaget Harlequin i Norden
Förlaget Harlequin är en av Europas största utgivare av skönlitteratur med kvinnor som främsta målgrupp. Förlaget startade sin verksamhet i Sverige, Norge, Finland och Danmark år 1979. Förlaget Harlequin ger idag ut över 1000 titlar årligen på den nordiska marknaden. Försäljningen av böcker sker via detaljhandel, bokklubbar samt e-handel. Från och med år 2001 har utgivningen breddats till att förutom romantik också innefatta thrillers, deckare och krim. Med start 2008 har förlaget i samarbete med Arla också gett ut 3 st av Arlakökets bästa kokböcker.

### Utgivning

#### Följande produkter utges av Förlaget Harlequin AB i Sverige
- Harlequin Romantik
- Harlequin Passion
- Harlequin Historisk
- Harlequin Exklusiv
- Harlequin Läkarromaner
- Harlequin samlingsvolymer
- Prélude
- Black Rose
- Bestseller (Mira)
- Silk
- Lust
- Nocturne
- Horoskop
- Kokböcker

#### Utöver detta återfinns också följande produkter i Finland och Danmark
- Julia
- De Bedste Romaner (Danmark)

## Författare i urval

### Romantik
- Janet Dailey
- Nora Roberts
- Susan Wiggs
- Debbie Macomber
- Penny Jordan
- Sherryl Woods
- Nicola Cornick
- Susan Mallery
- Emilie Richards
- Stella Cameron
- Candace Camp
- Charlotte Lamb
- Anne Mather
- Miranda Lee
- Sandra Marton
- Carole Mortimer
- Emma Darcy

### Thriller
- Tess Gerritsen
- Brenda Novak
- Sharon Sala
- Alex Kava
- Erica Spindler
- Paul Johnston
- Carla Neggers
- Chris Jordan
- J.T. Ellison
- Rick Mofina
- Michelle Gagnon

### Paranormal
- Charlaine Harris
- P.C. Cast
- Maggie Shayne